# Tours préliminaires à la Coupe du monde de football 1990
Navigation
Éliminatoires 1986 Éliminatoires 1994
Cette page vous présente les différents tours préliminaires à la Coupe du monde 1990. C'est la 13e édition des éliminatoires depuis 1934.
Pour la première fois depuis 1950, le total d'inscription est inférieur à celui de l'édition précédente. 114 nations (y compris les deux qualifiés d'office) ont rempli le bulletin de participation. Ce sont finalement 104 équipes qui disputent au moins un match de ces éliminatoires. Comme en 1982 et 1986, 22 places en phase finale sont attribuées.

## Zone OFC (Océanie)
Seules trois équipes d'Océanie (Australie, Nouvelle-Zélande et Fidji) ont participé aux qualifications pour la Coupe du monde 1990. Pour des motifs politiques, Taïwan et Israël disputent les éliminatoires dans le groupe Océanie. Le vainqueur de la zone Océanie dispute un barrage intercontinental qualificatif pour la phase finale contre le vainqueur de groupe de qualification de la zone CONMEBOL qui totalise le moins de points.

### Premier tour
| Équipe 1       | Résultat | Équipe 2         | Aller | Retour |
| -------------- | -------- | ---------------- | ----- | ------ |
| Fidji          | 2 - 5    | Australie        | 1 - 0 | 1 - 5  |
| Taipei chinois | 1 - 8    | Nouvelle-Zélande | 0 - 4 | 1 - 4  |
| Israël         | exempt   |                  |       |        |

### Second tour
| Rang | Équipe           | Pts | J | G | N | P | Bp | Bc | Diff |  | Résultats (▼ dom., ► ext.) |     |     |     |
| ---- | ---------------- | --- | - | - | - | - | -- | -- | ---- |  | -------------------------- | --- | --- | --- |
| 1    | Israël           | 5   | 4 | 1 | 3 | 0 | 5  | 4  | +1   |  | Israël                     |     | 1-1 | 1-0 |
| 2    | Australie        | 4   | 4 | 1 | 2 | 1 | 6  | 5  | +1   |  | Australie                  | 1-1 |     | 4-1 |
| 3    | Nouvelle-Zélande | 3   | 4 | 1 | 1 | 2 | 5  | 7  | -2   |  | Nouvelle-Zélande           | 2-2 | 2-0 |     |

- Israël est qualifié pour le barrage intercontinental face à la sélection issue de la zone CONMEBOL, la Colombie.

## Zone CAF (Afrique)
Un total de 26 équipes membres de la CAF entrent dans la compétition de la zone Afrique. Cependant, les inscriptions de Maurice et du Mozambique sont rejetées par la FIFA, en raison de dettes envers la fédération internationale. Il n'y a que 2 places à prendre pour l'Afrique en phase finale.

### Premier tour
| Équipe 1 | Résultat   | Équipe 2     | Aller | Retour |
| -------- | ---------- | ------------ | ----- | ------ |
| Angola   | 2 - 1      | Soudan       | 0 - 0 | 2 - 1  |
| Ouganda  | 2 - 3      | Malawi       | 1 - 0 | 1 - 3  |
| Libye    | 3 - 2      | Burkina Faso | 3 - 0 | 0 - 2  |
| Ghana    | 0 - 2      | Liberia      | 0 - 0 | 0 - 2  |
| Tunisie  | 5 - 3      | Guinée       | 5 - 0 | 0 - 3  |
| Zimbabwe | Q.-forfait | Lesotho      | -     | -      |
| Zambie   | Q.-forfait | Rwanda       | -     | -      |
| Gabon    | Q.-forfait | Togo         | -     | -      |

### Second tour

#### Groupe A
| Rang | Équipe        | Pts     | J       | G       | N       | P       | Bp      | Bc      | Diff    |  | Résultats (▼ dom., ► ext.) |     |     |     |
| ---- | ------------- | ------- | ------- | ------- | ------- | ------- | ------- | ------- | ------- |  | -------------------------- | --- | --- | --- |
| 1    | Algérie       | 7       | 4       | 3       | 1       | 0       | 6       | 1       | +5      |  | Algérie                    |     | 1-0 | 3-0 |
| 2    | Côte d'Ivoire | 4       | 4       | 1       | 2       | 1       | 5       | 1       | +4      |  | Côte d'Ivoire              | 0-0 |     | 5-0 |
| 3    | Zimbabwe      | 1       | 4       | 0       | 1       | 3       | 1       | 10      | -9      |  | Zimbabwe                   | 1-2 | 0-0 |     |
|      | Libye         | Forfait | Forfait | Forfait | Forfait | Forfait | Forfait | Forfait | Forfait |  |                            |     |     |     |

#### Groupe B
| Rang | Équipe  | Pts | J | G | N | P | Bp | Bc | Diff |  | Résultats (▼ dom., ► ext.) |     |     |     |     |
| ---- | ------- | --- | - | - | - | - | -- | -- | ---- |  | -------------------------- | --- | --- | --- | --- |
| 1    | Égypte  | 8   | 6 | 3 | 2 | 1 | 6  | 2  | +4   |  | Égypte                     |     | 2-0 | 1-0 | 2-0 |
| 2    | Liberia | 6   | 6 | 2 | 2 | 2 | 2  | 3  | -1   |  | Liberia                    | 1-0 |     | 1-0 | 0-0 |
| 3    | Malawi  | 5   | 6 | 1 | 3 | 2 | 3  | 4  | -1   |  | Malawi                     | 1-1 | 0-0 |     | 1-0 |
| 4    | Kenya   | 5   | 6 | 1 | 3 | 2 | 2  | 4  | -2   |  | Kenya                      | 0-0 | 1-0 | 1-1 |     |

#### Groupe C
| Rang | Équipe   | Pts | J | G | N | P | Bp | Bc | Diff |  | Résultats (▼ dom., ► ext.) |     |     |     |     |
| ---- | -------- | --- | - | - | - | - | -- | -- | ---- |  | -------------------------- | --- | --- | --- | --- |
| 1    | Cameroun | 9   | 6 | 4 | 1 | 1 | 9  | 6  | +3   |  | Cameroun                   |     | 1-0 | 1-1 | 2-1 |
| 2    | Nigeria  | 7   | 6 | 3 | 1 | 2 | 7  | 5  | +2   |  | Nigeria                    | 2-0 |     | 1-0 | 1-0 |
| 3    | Angola   | 4   | 6 | 1 | 2 | 3 | 6  | 7  | -1   |  | Angola                     | 1-2 | 2-2 |     | 2-0 |
| 4    | Gabon    | 4   | 6 | 2 | 0 | 4 | 5  | 9  | -4   |  | Gabon                      | 1-3 | 2-1 | 1-0 |     |

#### Groupe D
| Rang | Équipe  | Pts | J | G | N | P | Bp | Bc | Diff |  | Résultats (▼ dom., ► ext.) |     |     |     |     |
| ---- | ------- | --- | - | - | - | - | -- | -- | ---- |  | -------------------------- | --- | --- | --- | --- |
| 1    | Tunisie | 7   | 6 | 3 | 1 | 2 | 5  | 5  | 0    |  | Tunisie                    |     | 1-0 | 1-0 | 2-1 |
| 2    | Zambie  | 6   | 6 | 3 | 0 | 3 | 7  | 6  | +1   |  | Zambie                     | 1-0 |     | 4-2 | 2-1 |
| 3    | Zaïre   | 6   | 6 | 2 | 2 | 2 | 7  | 7  | 0    |  | Zaïre                      | 3-1 | 1-0 |     | 0-0 |
| 4    | Maroc   | 5   | 6 | 1 | 3 | 2 | 4  | 5  | -1   |  | Maroc                      | 0-0 | 1-0 | 1-1 |     |

### Tour final
| Équipe 1 | Résultat | Équipe 2 | Aller | Retour |
| -------- | -------- | -------- | ----- | ------ |
| Algérie  | 0 - 1    | Égypte   | 0 - 0 | 0 - 1  |
| Cameroun | 3 - 0    | Tunisie  | 2 - 0 | 1 - 0  |

- L'Égypte et le Cameroun se qualifient pour la phase finale de la Coupe du monde.

## Zone CONCACAF (Amérique du Nord, centrale et Caraïbes)
Il y a 15 équipes, pour deux places en phase finale.

### Premier tour
| 17.04.1988 | Guyana                 | - | Trinité-et-Tobago      | 0:4                  |
| 08.05.1988 | Trinité-et-Tobago      | - | Guyana                 | 1:0                  |
| 30.10.1988 | Trinité-et-Tobago      | - | Honduras               | 0:0                  |
| 13.11.1988 | Honduras               | - | Trinidad & Tobago *    | 1:1                  |
|            |                        |   |                        |                      |
| 30.04.1988 | Cuba                   | - | Guatemala              | 0:1                  |
| 15.05.1988 | Guatemala              | - | Cuba                   | 1:1                  |
| 09.10.1988 | Guatemala              | - | Canada                 | 1:0                  |
| 15.10.1988 | Canada                 | - | Guatemala *            | 3:2                  |
|            |                        |   |                        |                      |
| 12.05.1988 | Jamaïque               | - | Porto Rico             | 1:0                  |
| 29.05.1988 | Puerto Rico            | - | Jamaïque               | 1:2                  |
| 24.07.1988 | Jamaïque               | - | États-Unis             | 0:0                  |
| 13.08.1988 | États-Unis *           | - | Jamaïque               | 5:1                  |
|            |                        |   |                        |                      |
| 19.06.1988 | Antigua-et-Barbuda     | - | Antilles néerlandaises | 0:1                  |
| 29.07.1988 | Antilles néerlandaises | - | Antigua-et-Barbuda     | 3:1 n.V.             |
| 01.10.1988 | Antilles néerlandaises | - | El Salvador            | 0:1                  |
| 16.10.1988 | El Salvador *          | - | Antilles néerlandaises | 5:0                  |
|            |                        |   |                        |                      |
| 17.07.1988 | Costa Rica             | - | Panama                 | 1:1                  |
| 31.07.1988 | Panama                 | - | Costa Rica *           | 0:2                  |
|            | Mexique                |   | suspendu par la FIFA   | suspendu par la FIFA |

### Tour final
19 mars 1989 à Guatemala (Guatemala) :  Guatemala 1 - 0  Costa Rica
2 avril 1989 à San José (Costa Rica) :  Costa Rica 2 - 1  Guatemala
16 avril 1989 à San José (Costa Rica) :  Costa Rica 1 - 0  États-Unis
30 avril 1989 à Torrance (États-Unis) :  États-Unis 1 - 0  Costa Rica
13 mai 1989 à Torrance (États-Unis) :  États-Unis 1 - 1  Trinité-et-Tobago
28 mai 1989 à Port of Spain (Trinité-et-Tobago) -  Trinité-et-Tobago 1 - 1  Costa Rica
11 juin 1989 à San José (Costa Rica) :  Costa Rica 1 - 0  Trinité-et-Tobago
17 juin 1989 à New Britain (États-Unis) :  États-Unis 2 - 1  Guatemala
25 juin 1989 à San Salvador (El Salvador) :  Salvador 2 - 4  Costa Rica
(match arrêté à 2-4, résultat validé par la FIFA)
16 juillet 1989 à San José (Costa Rica) :  Costa Rica 1 - 0  Salvador
30 juillet 1989 à Port of Spain (Trinité-et-Tobago) :  Trinité-et-Tobago 2 - 0  Salvador
13 août 1989 à Tegucigalpa (Honduras) :  Salvador 0 - 0  Trinité-et-Tobago
(joué sur terrain neutre)
20 août 1989 à Guatemala (Guatemala) :  Guatemala 0 - 1  Trinité-et-Tobago
3 septembre 1989 à Port of Spain (Trinité-et-Tobago) :  Trinité-et-Tobago 2 - 1  Guatemala
17 septembre 1989 à Tegucigalpa (Honduras) :  Salvador 0 - 1  États-Unis
(joué sur terrain neutre)
8 octobre 1989 à Guatemala (Guatemala) :  Guatemala 0 - 0  États-Unis
5 novembre 1989 à Fenton (États-Unis) :  États-Unis 0 - 0  Salvador
19 novembre 1989 à Port of Spain (Trinité-et-Tobago) :  Trinité-et-Tobago 0 - 1  États-Unis
Les deux matches entre le Guatemala et le Salvador, devant se disputer les 19 novembre 1989 et 21 novembre 1989 ont été annulés en raison de l'instabilité politique au Salvador. Les deux équipes étaient déjà mathématiquement éliminées.
| Rang | Équipe            | Pts | J | G | N | P | Bp | Bc | Diff |  | Résultats (▼ dom., ► ext.) | Drapeau du Costa Rica | Drapeau des États-Unis | Drapeau de Trinité-et-Tobago | Drapeau du Guatemala | Drapeau du Salvador |
| ---- | ----------------- | --- | - | - | - | - | -- | -- | ---- |  | -------------------------- | --------------------- | ---------------------- | ---------------------------- | -------------------- | ------------------- |
| 1    | Costa Rica        | 11  | 8 | 5 | 1 | 2 | 10 | 6  | +4   |  | Costa Rica                 |                       | 1-0                    | 1-0                          | 2-1                  | 1-0                 |
| 2    | États-Unis        | 11  | 8 | 4 | 3 | 1 | 6  | 3  | +3   |  | États-Unis                 | 1-0                   |                        | 1-1                          | 2-1                  | 0-0                 |
| 3    | Trinité-et-Tobago | 9   | 8 | 3 | 3 | 2 | 7  | 5  | +2   |  | Trinité-et-Tobago          | 1-1                   | 0-1                    |                              | 2-1                  | 2-0                 |
| 4    | Guatemala         | 3   | 6 | 1 | 1 | 4 | 4  | 7  | -3   |  | Guatemala                  | 1-0                   | 0-0                    | 0-1                          |                      | X                   |
| 5    | Salvador          | 2   | 6 | 0 | 2 | 4 | 2  | 8  | -6   |  | Salvador                   | 2-4                   | 0-1                    | 0-0                          | X                    |                     |

Le  Costa Rica et les  États-Unis qualifiés pour la Coupe du monde 1990.

## Zone CONMEBOL (Amérique du sud)
Neuf équipes sud-américaines (l'Argentine, championne du monde en titre, est qualifiée d'office) sont réparties en trois poules de trois. Les deux vainqueurs de groupe totalisant le plus de points sont directement qualifiés pour le mondiale tandis que le troisième est qualifié pour disputer le barrage intercontinental contre le vainqueur de la zone Océanie.

### Groupe 1
| Rang | Équipe  | Pts | J | G | N | P | Bp | Bc | Diff |  | Résultats (▼ dom., ► ext.) |     |     |     |
| ---- | ------- | --- | - | - | - | - | -- | -- | ---- |  | -------------------------- | --- | --- | --- |
| 1    | Uruguay | 6   | 4 | 3 | 0 | 1 | 7  | 2  | +5   |  | Uruguay                    |     | 2-0 | 2-0 |
| 2    | Bolivie | 6   | 4 | 3 | 0 | 1 | 6  | 5  | +1   |  | Bolivie                    | 2-1 |     | 2-1 |
| 3    | Pérou   | 0   | 4 | 0 | 0 | 4 | 2  | 8  | -6   |  | Pérou                      | 0-2 | 1-2 |     |

### Groupe 2
| Rang | Équipe   | Pts | J | G | N | P | Bp | Bc | Diff |  | Résultats (▼ dom., ► ext.) |     |     |     |
| ---- | -------- | --- | - | - | - | - | -- | -- | ---- |  | -------------------------- | --- | --- | --- |
| 1    | Colombie | 5   | 4 | 2 | 1 | 1 | 5  | 3  | +2   |  | Colombie                   |     | 2-1 | 2-0 |
| 2    | Paraguay | 4   | 4 | 2 | 0 | 2 | 6  | 7  | -1   |  | Paraguay                   | 2-1 |     | 2-1 |
| 3    | Équateur | 3   | 4 | 1 | 1 | 2 | 4  | 5  | -1   |  | Équateur                   | 0-0 | 3-1 |     |

### Groupe 3
| Rang | Équipe    | Pts | J | G | N | P | Bp | Bc | Diff |  | Résultats (▼ dom., ► ext.) |     |     |     |
| ---- | --------- | --- | - | - | - | - | -- | -- | ---- |  | -------------------------- | --- | --- | --- |
| 1    | Brésil    | 7   | 4 | 3 | 1 | 0 | 13 | 1  | +12  |  | Brésil                     |     | 2-0 | 6-0 |
| 2    | Chili     | 5   | 4 | 2 | 1 | 1 | 9  | 4  | +5   |  | Chili                      | 1-1 |     | 5-0 |
| 3    | Venezuela | 0   | 4 | 0 | 0 | 4 | 1  | 18 | -17  |  | Venezuela                  | 0-4 | 1-3 |     |

Le groupe 3 est marqué par un événement rare qui pourrait se résumer par l'expression « de l'arroseur arrosé ». L'affaire est souvent appelée sous le terme de « Scandale Roberto Rojas » ou du « Maracanazo ».
Le 3 septembre 1989, au stade du Maracanã de Rio de Janeiro, la rencontre qui oppose le Brésil au Chili est arrêtée alors que le score est de 1-0 en faveur de l'équipe locale. Le gardien chilien Roberto Rojas est au sol et se tient le devant de la tête. Il semble souffrir énormément. Celui que l'on surnomme « El Condor » est évacué sur une civière, la tête en sang. Il aurait été touché par un pétard fumigène, ou une bombe artisanale, lancé depuis les tribunes. À la suite de l'incident, l'équipe chilienne quitte la pelouse et refuse de poursuivre la rencontre.
L'enquête ordonnée par la FIFA est rondement menée et est très fouillée. Le supporter coupable d'avoir lancé le pétard est en fait une supportrice: Rosenery Mello do Nascimento, sans lien de parenté avec le célèbre Pelé. Mais l'analyse détaillée des enregistrements vidéo révèle une supercherie. Le gardien Rojas n'a pas pu être touché par l'engin lancé depuis les gradins. Le pétard a atterri et explosé à une certaine distance, excluant toute lésion.
Finalement, Roberto Rojas va avouer quelques jours plus tard qu'après avoir vu le fumigène exploser près de lui, il s'est entaillé lui-même le visage avec un scalpel caché dans ses gants dans l'espoir que le match soit arrêté et donné gagnant pour le Chili, ce qui les qualifierait au détriment du Brésil. 
La FIFA se montre intraitable dans les sanctions. Le Chili perd la rencontre  sur tapis vert (2-0) et est donc éliminé. Il est ensuite interdit de participation à la prochaine Coupe du monde 1994. Le gardien Roberto Rojas, l'entraîneur Orlando Aravena et le médecin de l'équipe Daniel Rodriguez sont suspendus à vie, condamnation qui ne sera levée qu'une fois l'âge professionnel dépassé : R. Rojas voit sa suspension levée en 2001. Soudainement célèbre, la lanceuse du pétard, Rosenery Mello, fait la couverture d'une édition sud-américaine du magazine Playboy, en novembre 1989. Elle devient une héroïne de la télévision brésilienne et un modèle à la mode. Elle meurt prématurément d'une attaque cérébrale en 2011 alors qu'elle n'est âgée que de 45 ans.
En dépit des différents recours intentés, la suspension du Chili est maintenue. Le Chili sera de retour pour les éliminatoires du mondial 1998 et décrochera sa qualification pour la France.
- Le Brésil et l'Uruguay sont directement qualifiés, la Colombie dispute un barrage intercontinental contre le vainqueur de la zone Océanie, Israël.

## Zone AFC (Asie)
L'Asie dispose de deux places qualificatives en Coupe du monde 1990.
27 équipes nationales s'inscrivent pour participer à la qualification de la zone asiatique pour le mondial italien. La sélection des Maldives déclare forfait avant le tirage au sort de la compétition. L'équipe de Taïwan est affectée à la zone océanique. Quant aux sélections de Bahreïn, du Yémen du Sud et d'Inde, elles déclarent forfait après le tirage du premier tour. Ce sont donc un total de 22 équipes nationales qui participent à la qualification de la zone asiatique.
Au premier tour, les sélections sont réparties dans six groupes où elles s'affrontent sur la base de matchs aller-retour. Les six vainqueurs de groupe s'affrontent à l'occasion du tour final qui a lieu à Singapour. Le premier et le deuxième du tour final asiatique se qualifient pour la Coupe du monde 1990 en Italie.
La Corée du Sud et les Émirats arabes unis terminent dans cet ordre aux deux premières places du tour final et gagnent leur place pour la Coupe du monde 1990.

### Premier tour

#### Groupe 1
Le Qatar se qualifie pour le tour final.
| Rang | Équipe   | Pts | J | G | N | P | Bp | Bc | Diff |  | Résultats (▼ dom., ► ext.) |     |     |     |     |
| ---- | -------- | --- | - | - | - | - | -- | -- | ---- |  | -------------------------- | --- | --- | --- | --- |
| 1    | Qatar    | 9   | 6 | 3 | 3 | 0 | 8  | 3  | +5   |  | Qatar                      |     | 1-0 | 1-0 | 3-0 |
| 2    | Irak     | 8   | 6 | 3 | 2 | 1 | 11 | 5  | +6   |  | Irak                       | 2-2 |     | 4-0 | 3-1 |
| 3    | Jordanie | 5   | 6 | 2 | 1 | 3 | 5  | 7  | -2   |  | Jordanie                   | 1-1 | 0-1 |     | 2-0 |
| 4    | Oman     | 2   | 6 | 0 | 2 | 4 | 2  | 11 | -9   |  | Oman                       | 0-0 | 1-1 | 0-2 |     |

#### Groupe 2
L'Arabie saoudite se qualifie pour le tour final. Le Bahreïn, initialement affecté dans le groupe 2, déclare forfait avant le début de la compétition.
| Rang | Équipe          | Pts | J | G | N | P | Bp | Bc | Diff |  | Résultats (▼ dom., ► ext.) |     |     |     |
| ---- | --------------- | --- | - | - | - | - | -- | -- | ---- |  | -------------------------- | --- | --- | --- |
| 1    | Arabie saoudite | 7   | 4 | 3 | 1 | 0 | 7  | 4  | +3   |  | Arabie saoudite            |     | 5-4 | 1-0 |
| 2    | Syrie           | 5   | 4 | 2 | 1 | 1 | 7  | 5  | +2   |  | Syrie                      | 0-0 |     | 2-0 |
| 3    | Yémen du Nord   | 0   | 4 | 0 | 0 | 4 | 0  | 5  | -5   |  | Yémen du Nord              | 0-1 | 0-1 |     |

#### Groupe 3
Les Émirats arabes unis se qualifient pour le tour final. Le Yémen du Sud, initialement affecté dans le groupe 3, déclare forfait avant le début de la compétition.
| Rang | Équipe              | Pts | J | G | N | P | Bp | Bc | Diff |  | Résultats (▼ dom., ► ext.) |     |     |     |
| ---- | ------------------- | --- | - | - | - | - | -- | -- | ---- |  | -------------------------- | --- | --- | --- |
| 1    | Émirats arabes unis | 6   | 4 | 3 | 0 | 1 | 12 | 4  | +8   |  | Émirats arabes unis        |     | 1-0 | 5-0 |
| 2    | Koweït              | 6   | 4 | 3 | 0 | 1 | 6  | 3  | +3   |  | Koweït                     | 3-2 |     | 2-0 |
| 3    | Pakistan            | 0   | 4 | 0 | 0 | 4 | 1  | 12 | -11  |  | Pakistan                   | 1-4 | 0-1 |     |

#### Groupe 4
La Corée du Sud se qualifie pour le tour final. L'Inde, initialement affectée dans le groupe 4, déclare forfait avant le début de la compétition.
Les matchs du groupe 4 sont disputés pour moitié à Séoul en Corée du Sud du 23 au 27 mai et pour moitié à Singapour du 3 au 7 juin 1989. Les équipes de Corée du Sud et de Singapour disputent leurs matchs à domicile dans leur pays et leurs matchs à l'extérieur à Singapour et en Corée du Sud respectivement. Le Népal accueille la Malaisie à Séoul tandis que le match retour a lieu à Singapour.
| Rang | Équipe       | Pts | J | G | N | P | Bp | Bc | Diff |  | Résultats (▼ dom., ► ext.) |     |     |     | Drapeau du Népal |
| ---- | ------------ | --- | - | - | - | - | -- | -- | ---- |  | -------------------------- | --- | --- | --- | ---------------- |
| 1    | Corée du Sud | 12  | 6 | 6 | 0 | 0 | 25 | 0  | +25  |  | Corée du Sud               |     | 3-0 | 3-0 | 9-0              |
| 2    | Malaisie     | 7   | 6 | 3 | 1 | 2 | 8  | 8  | 0    |  | Malaisie                   | 0-3 |     | 1-0 | 3-0              |
| 3    | Singapour    | 5   | 6 | 2 | 1 | 3 | 12 | 9  | +3   |  | Singapour                  | 0-3 | 2-2 |     | 7-0              |
| 4    | Népal        | 0   | 6 | 0 | 0 | 6 | 0  | 28 | -28  |  | Népal                      | 0-4 | 0-2 | 0-3 |                  |

#### Groupe 5
La Chine se qualifie pour le tour final.
| Rang | Équipe     | Pts | J | G | N | P | Bp | Bc | Diff |  | Résultats (▼ dom., ► ext.) |     |     |     |     |
| ---- | ---------- | --- | - | - | - | - | -- | -- | ---- |  | -------------------------- | --- | --- | --- | --- |
| 1    | Chine      | 10  | 6 | 5 | 0 | 1 | 13 | 3  | +10  |  | Chine                      |     | 2-0 | 2-0 | 2-0 |
| 2    | Iran       | 10  | 6 | 5 | 0 | 1 | 12 | 5  | +7   |  | Iran                       | 3-2 |     | 1-0 | 3-0 |
| 3    | Bangladesh | 2   | 6 | 1 | 0 | 5 | 4  | 9  | -5   |  | Bangladesh                 | 0-2 | 1-2 |     | 3-1 |
| 4    | Thaïlande  | 2   | 6 | 1 | 0 | 5 | 2  | 14 | -12  |  | Thaïlande                  | 0-3 | 0-1 | 1-0 |     |

#### Groupe 6
La Corée du Nord se qualifie pour le tour final.
| Rang | Équipe        | Pts | J | G | N | P | Bp | Bc | Diff |  | Résultats (▼ dom., ► ext.) |     |     |     |     |
| ---- | ------------- | --- | - | - | - | - | -- | -- | ---- |  | -------------------------- | --- | --- | --- | --- |
| 1    | Corée du Nord | 9   | 6 | 4 | 1 | 1 | 11 | 5  | +6   |  | Corée du Nord              |     | 2-0 | 2-1 | 4-1 |
| 2    | Japon         | 7   | 6 | 2 | 3 | 1 | 7  | 3  | +4   |  | Japon                      | 2-1 |     | 5-0 | 0-0 |
| 3    | Indonésie     | 5   | 6 | 1 | 3 | 2 | 5  | 10 | -5   |  | Indonésie                  | 0-0 | 0-0 |     | 3-2 |
| 4    | Hong Kong     | 3   | 6 | 0 | 3 | 3 | 5  | 10 | -5   |  | Hong Kong                  | 1-2 | 0-0 | 1-1 |     |

### Tour final
Le tournoi final se déroule à Singapour, à l'exception des matchs Émirats arabes unis-Corée du Sud et Arabie saoudite-Corée du Nord qui ont lieu en Malaisie à Kuala Lumpur et Kuantan.
Les deux pays asiatiques qualifiés pour la Coupe du monde 1990 sont la Corée du Sud et les Émirats arabes unis, respectivement premier et deuxième du tour final.
| Rang | Équipe              | Pts | J | G | N | P | Bp | Bc | Diff |  | Résultats           |  |     |     |     |     |     |
| ---- | ------------------- | --- | - | - | - | - | -- | -- | ---- |  | ------------------- |  | --- | --- | --- | --- | --- |
| 1    | Corée du Sud        | 8   | 5 | 3 | 2 | 0 | 5  | 1  | +4   |  | Corée du Sud        |  | 1-1 | 0-0 | 1-0 | 2-0 | 1-0 |
| 2    | Émirats arabes unis | 6   | 5 | 1 | 4 | 0 | 4  | 3  | +1   |  | Émirats arabes unis |  |     | 1-1 | 2-1 | 0-0 | 0-0 |
| 3    | Qatar               | 5   | 5 | 1 | 3 | 1 | 4  | 5  | -1   |  | Qatar               |  |     |     | 2-1 | 1-1 | 0-2 |
| 4    | Chine               | 4   | 5 | 2 | 0 | 3 | 5  | 6  | -1   |  | Chine               |  |     |     |     | 2-1 | 1-0 |
| 5    | Arabie saoudite     | 4   | 5 | 1 | 2 | 2 | 4  | 5  | -1   |  | Arabie saoudite     |  |     |     |     |     | 2-0 |
| 6    | Corée du Nord       | 3   | 5 | 1 | 1 | 3 | 2  | 4  | -2   |  | Corée du Nord       |  |     |     |     |     |     |

## Zone UEFA (Europe)
32 nations participantes pour 13 places en phase finale (l'Italie, pays organisateur, est qualifiée d'office). Les vainqueurs de poule ainsi que les deuxièmes des groupes de 5 sont directement qualifiés tout comme les deux meilleurs deuxièmes des poules de 4.

### Groupe 1
| Rang | Équipe   | Pts | J | G | N | P | Bp | Bc | Diff |  | Résultats (▼ dom., ► ext.) |     |     |     |     |
| ---- | -------- | --- | - | - | - | - | -- | -- | ---- |  | -------------------------- | --- | --- | --- | --- |
| 1    | Roumanie | 9   | 6 | 4 | 1 | 1 | 10 | 5  | +5   |  | Roumanie                   |     | 3-1 | 3-0 | 1-0 |
| 2    | Danemark | 8   | 6 | 3 | 2 | 1 | 15 | 6  | +9   |  | Danemark                   | 3-0 |     | 7-1 | 1-1 |
| 3    | Grèce    | 4   | 6 | 1 | 2 | 3 | 3  | 15 | -12  |  | Grèce                      | 0-0 | 1-1 |     | 1-0 |
| 4    | Bulgarie | 3   | 6 | 1 | 1 | 4 | 6  | 8  | -2   |  | Bulgarie                   | 1-3 | 0-2 | 4-0 |     |

### Groupe 2
| Rang | Équipe     | Pts | J | G | N | P | Bp | Bc | Diff |  | Résultats (▼ dom., ► ext.) |     |     |     |     |
| ---- | ---------- | --- | - | - | - | - | -- | -- | ---- |  | -------------------------- | --- | --- | --- | --- |
| 1    | Suède      | 10  | 6 | 4 | 2 | 0 | 9  | 3  | +6   |  | Suède                      |     | 0-0 | 2-1 | 3-1 |
| 2    | Angleterre | 9   | 6 | 3 | 3 | 0 | 10 | 0  | +10  |  | Angleterre                 | 0-0 |     | 3-0 | 5-0 |
| 3    | Pologne    | 5   | 6 | 2 | 1 | 3 | 4  | 8  | -4   |  | Pologne                    | 0-2 | 0-0 |     | 1-0 |
| 4    | Albanie    | 0   | 6 | 0 | 0 | 6 | 3  | 15 | -12  |  | Albanie                    | 1-2 | 0-2 | 1-2 |     |

### Groupe 3
| Rang | Équipe             | Pts | J | G | N | P | Bp | Bc | Diff |  | Résultats (▼ dom., ► ext.) |     |     |     |     |     |
| ---- | ------------------ | --- | - | - | - | - | -- | -- | ---- |  | -------------------------- | --- | --- | --- | --- | --- |
| 1    | Union soviétique   | 11  | 8 | 4 | 3 | 1 | 11 | 4  | +7   |  | Union soviétique           |     | 2-0 | 2-0 | 2-1 | 1-1 |
| 2    | Autriche           | 9   | 8 | 3 | 3 | 2 | 9  | 9  | 0    |  | Autriche                   | 0-0 |     | 3-2 | 3-0 | 2-1 |
| 3    | Turquie            | 7   | 8 | 3 | 1 | 4 | 12 | 10 | +2   |  | Turquie                    | 0-1 | 3-0 |     | 3-1 | 1-1 |
| 4    | Allemagne de l'Est | 7   | 8 | 3 | 1 | 4 | 9  | 13 | -4   |  | Allemagne de l'Est         | 2-1 | 1-1 | 0-2 |     | 1-1 |
| 5    | Islande            | 6   | 8 | 1 | 4 | 3 | 6  | 11 | -5   |  | Islande                    | 1-1 | 0-0 | 2-1 | 0-3 |     |

### Groupe 4
| Rang | Équipe         | Pts | J | G | N | P | Bp | Bc | Diff |  | Résultats (▼ dom., ► ext.) |     |     |     |     |
| ---- | -------------- | --- | - | - | - | - | -- | -- | ---- |  | -------------------------- | --- | --- | --- | --- |
| 1    | Pays-Bas       | 10  | 6 | 4 | 2 | 0 | 8  | 3  | +5   |  | Pays-Bas                   |     | 1-1 | 3-0 | 1-0 |
| 2    | Allemagne      | 9   | 6 | 3 | 3 | 0 | 13 | 3  | +10  |  | Allemagne                  | 0-0 |     | 6-1 | 2-1 |
| 3    | Finlande       | 3   | 6 | 1 | 1 | 4 | 4  | 16 | -12  |  | Finlande                   | 0-1 | 0-4 |     | 1-0 |
| 4    | Pays de Galles | 2   | 6 | 0 | 2 | 3 | 4  | 8  | -4   |  | Pays de Galles             | 1-2 | 0-0 | 2-2 |     |

### Groupe 5
| Rang | Équipe      | Pts | J | G | N | P | Bp | Bc | Diff |  | Résultats (▼ dom., ► ext.) |     |     |     |     |     |
| ---- | ----------- | --- | - | - | - | - | -- | -- | ---- |  | -------------------------- | --- | --- | --- | --- | --- |
| 1    | Yougoslavie | 14  | 8 | 6 | 2 | 0 | 16 | 6  | +10  |  | Yougoslavie                |     | 3-1 | 3-2 | 1-0 | 4-0 |
| 2    | Écosse      | 10  | 8 | 4 | 2 | 2 | 12 | 12 | 0    |  | Écosse                     | 1-1 |     | 2-0 | 1-1 | 2-1 |
| 3    | France      | 9   | 8 | 3 | 3 | 2 | 10 | 7  | +3   |  | France                     | 0-0 | 3-0 |     | 1-0 | 2-0 |
| 4    | Norvège     | 6   | 8 | 2 | 2 | 4 | 10 | 9  | +1   |  | Norvège                    | 1-2 | 1-2 | 1-1 |     | 3-1 |
| 5    | Chypre      | 1   | 8 | 0 | 1 | 7 | 6  | 20 | -14  |  | Chypre                     | 1-2 | 2-3 | 1-1 | 0-3 |     |

### Groupe 6
| Rang | Équipe               | Pts | J | G | N | P | Bp | Bc | Diff |  | Résultats (▼ dom., ► ext.) |     |     |     |     |     |
| ---- | -------------------- | --- | - | - | - | - | -- | -- | ---- |  | -------------------------- | --- | --- | --- | --- | --- |
| 1    | Espagne              | 13  | 8 | 6 | 1 | 1 | 20 | 3  | +17  |  | Espagne                    |     | 2-0 | 4-0 | 4-0 | 4-0 |
| 2    | République d'Irlande | 12  | 8 | 5 | 2 | 1 | 10 | 2  | +8   |  | République d'Irlande       | 1-0 |     | 2-0 | 3-0 | 2-0 |
| 3    | Hongrie              | 8   | 8 | 2 | 4 | 2 | 8  | 12 | -4   |  | Hongrie                    | 2-2 | 0-0 |     | 1-0 | 1-1 |
| 4    | Irlande du Nord      | 5   | 8 | 2 | 1 | 5 | 6  | 12 | -6   |  | Irlande du Nord            | 0-2 | 0-0 | 1-2 |     | 3-0 |
| 5    | Malte                | 2   | 8 | 0 | 2 | 6 | 3  | 18 | -15  |  | Malte                      | 0-2 | 0-2 | 2-2 | 0-2 |     |

### Groupe 7
| Rang | Équipe          | Pts | J | G | N | P | Bp | Bc | Diff |  | Résultats (▼ dom., ► ext.) |     |     |     |     |     |
| ---- | --------------- | --- | - | - | - | - | -- | -- | ---- |  | -------------------------- | --- | --- | --- | --- | --- |
| 1    | Belgique        | 12  | 8 | 4 | 4 | 0 | 15 | 5  | +10  |  | Belgique                   |     | 2-1 | 3-0 | 1-0 | 1-1 |
| 2    | Tchécoslovaquie | 12  | 8 | 5 | 2 | 1 | 13 | 3  | +10  |  | Tchécoslovaquie            | 0-0 |     | 2-1 | 3-0 | 4-0 |
| 3    | Portugal        | 10  | 8 | 4 | 2 | 2 | 11 | 8  | +3   |  | Portugal                   | 1-1 | 0-0 |     | 3-1 | 1-0 |
| 4    | Suisse          | 5   | 8 | 2 | 1 | 5 | 10 | 14 | -4   |  | Suisse                     | 2-2 | 0-1 | 1-2 |     | 2-1 |
| 5    | Luxembourg      | 1   | 8 | 0 | 1 | 7 | 3  | 22 | -19  |  | Luxembourg                 | 0-5 | 0-2 | 1-4 | 0-3 |     |

### Classement des deuxièmes
Ce classement comparatif permet de départager les trois formations ayant terminé à la deuxième place dans les groupes composés de quatre équipes, et désigner ainsi les deux derniers pays qualifiés. 
| Rang | Équipe     | Pts | J | G | N | P | Bp | Bc | Diff |
| ---- | ---------- | --- | - | - | - | - | -- | -- | ---- |
| 1    | Allemagne  | 9   | 6 | 3 | 3 | 0 | 13 | 3  | +10  |
| 2    | Angleterre | 9   | 6 | 3 | 3 | 0 | 10 | 0  | +10  |
| 3    | Danemark   | 8   | 6 | 3 | 2 | 1 | 15 | 6  | +9   |

## Barrage intercontinental
Il oppose en matchs aller-retour le vainqueur du groupe 2 de la zone Amérique du sud (CONMEBOL) au vainqueur de la zone Océanie (OFC) pour une place en phase finale de la Coupe du monde.
15 octobre 1989 à Barranquilla ( Colombie) : Colombie 1 - 0 Israël
30 octobre 1989 à Ramat Gan, ( Israël) : Israël 0 - 0 Colombie
La  Colombie est qualifiée en battant Israël sur l'ensemble des deux matchs 1-0.

## Qualifiés
| Équipe               | Participations | Nombre de Participations d'affilée | Dernière apparition |
| -------------------- | -------------- | ---------------------------------- | ------------------- |
| Argentine (*)        | 10e            | 5                                  | 1986                |
| Autriche             | 6e             | 1                                  | 1982                |
| Belgique             | 8e             | 3                                  | 1986                |
| Brésil               | 14e            | 14                                 | 1986                |
| Cameroun             | 2nde           | 1                                  | 1982                |
| Colombie             | 2nde           | 1                                  | 1962                |
| Costa Rica           | 1re            | 1                                  | -                   |
| Tchécoslovaquie      | 8e             | 1                                  | 1982                |
| Égypte               | 2nde           | 1                                  | 1934                |
| Angleterre           | 9e             | 3                                  | 1986                |
| Italie (*)           | 12e            | 8                                  | 1986                |
| Corée du Sud         | 3e             | 2                                  | 1986                |
| Pays-Bas             | 5e             | 1                                  | 1978                |
| Irlande              | 1re            | 1                                  | -                   |
| Roumanie             | 5e             | 1                                  | 1970                |
| Écosse               | 7e             | 5                                  | 1986                |
| Espagne              | 8e             | 4                                  | 1986                |
| Suède                | 8e             | 1                                  | 1978                |
| Émirats arabes unis  | 1re            | 1                                  | -                   |
| États-Unis           | 4e             | 1                                  | 1950                |
| Uruguay              | 9e             | 2                                  | 1986                |
| Union soviétique     | 7e             | 3                                  | 1986                |
| Yougoslavie          | 8e             | 1                                  | 1982                |
| Allemagne de l'Ouest | 12e            | 10                                 | 1986                |

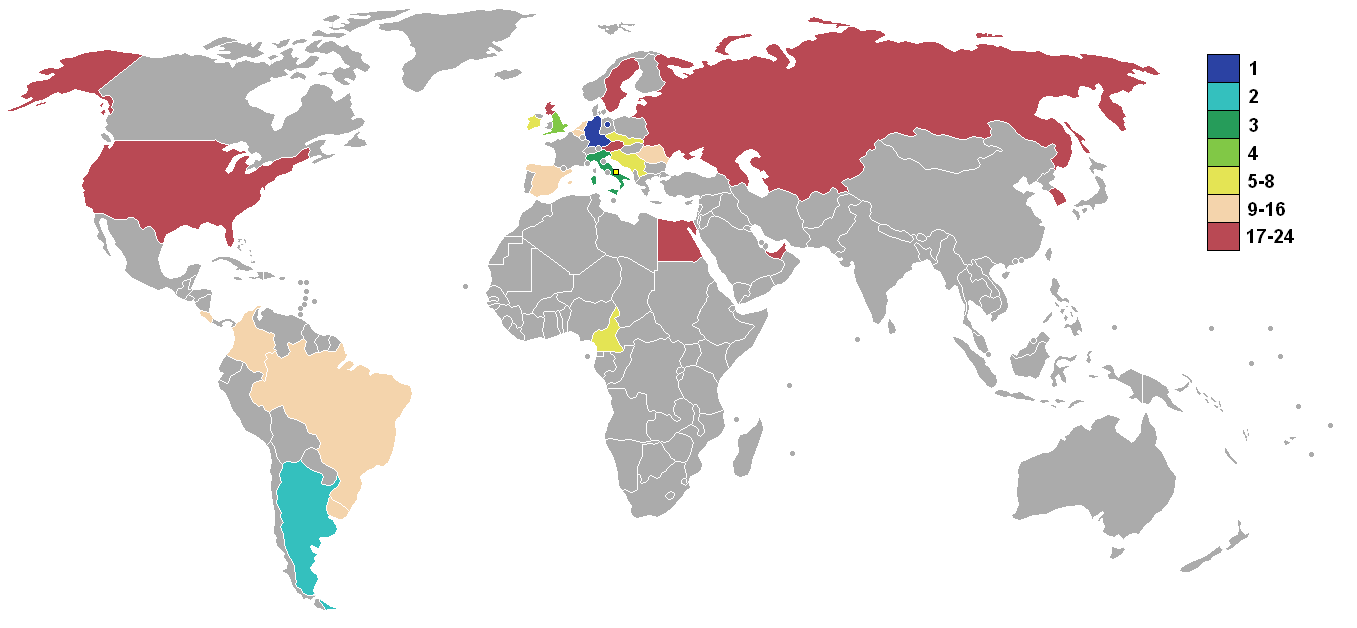
Pays qualifiés pour la Coupe du monde 1990 en Italie

(*) : qualifié d'office en tant que pays-hôte (Italie) et tenant du titre (Argentine)

## Sources et Liens externes
1. ↑  « Goal.com Article en Anglais »(Archive.org • Wikiwix • Archive.is • Google • Que faire ?) (consulté le 15 août 2013)
2. ↑  (pt) « Rosenery Mello do Nascimento, a "Fogueteira do Maracanã", tem morte cerebral por aneurisma no Rio aos 45 anos », Cabeça de Cuia, 6 juin 2011 (consulté le 6 juin 2011)